# Campoplex tridentator
Campoplex tridentator là một loài tò vò trong họ Ichneumonidae.